# Eupithecia pacifica
Eupithecia pacifica är en fjärilsart som beskrevs av Inoue 1980. Eupithecia pacifica ingår i släktet Eupithecia och familjen mätare. Inga underarter finns listade i Catalogue of Life.